# Charlie (cantante ungherese)
Charlie, pseudonimo di Károly Horváth (Ondód, 28 ottobre 1947), è un cantante ungherese.
Ha rappresentato l'Ungheria all'Eurovision Song Contest 1998 con il brano A holnap már nem lesz szomorú.

## Biografia
Attivo sin dagli anni '60, Charlie ha fatto parte nel corso degli anni di vari gruppi rock e soul, fra cui i Decca, gli Olympia, i Generál e la Tátrai Band. Ha avviato la sua carriera da solista nel 1994 con l'album Charlie, che ha raggiunto il 2º posto in classifica in Ungheria. Il suo secondo album, uscito l'anno successivo, ha debuttato direttamente in vetta alla classifica.
Charlie è stato selezionato internamente dall'ente televisivo ungherese MTV per rappresentare il suo paese all'Eurovision Song Contest 1998 con il brano A holnap már nem lesz szomorú. Nella finale, che si è tenuta il 9 maggio a Birmingham, si è classificato al 23º posto su 25 partecipanti con 4 punti totalizzati.
All'inizio degli anni 2000 i suoi due album Csak a zene van (1996) e Jazz (2001) sono stati certificati disco d'oro dalla Mahasz per aver venduto più di 25 000 copie ciascuno a livello nazionale.

## Discografia

### Album
- 1994 - Charlie
- 1995 - Mindenki valakié
- 1996 - Csak a zene van
- 1996 - Just Stay Who You Are
- 1997 - Annyi minden történt
- 1998 - Fűszer cseppenként
- 2001 - Jazz
- 2002 - Soul & Jazz
- 2003 - Funky, Soul & Jazz
- 2006 - Másképp ugyanúgy
- 2013 - Charlie65

#### Collaborazioni
- 2014 - Bridges of Souls (con Ferenc Nemeth, László Attila, Jimmy Haslip, Russell Ferrante e Lara Bello)

### Album dal vivo
- 2004 - Hangulatok I.
- 2004 - Hangulatok II.

### Raccolte
- 1999 - Greatest Hits
- 2003 - Trilógia
- 2004 - Greatest Hits 2.
- 2006 - Platina sorozat
- 2015 - Az légy, aki vagy - Top 10 sláger

### DVD
- 2002 - Majd játszom, mikor érzem...
- 2007 - 40 év rock 'n' roll - Absolut Live! - Kisstadion 2005.09.10.

### Singoli
- 1998 - A holnap már nem lesz szomorú/Sadness Will Be Over Tomorrow